# Villaines-sous-Lucé
Villaines-sous-Lucé és un municipi francès situat al departament del Sarthe i a la regió de País del Loira. L'any 2007 tenia 691 habitants.

## Demografia

### Població
El 2007 la població de fet de Villaines-sous-Lucé era de 691 persones. Hi havia 254 famílies de les quals 56 eren unipersonals (40 homes vivint sols i 16 dones vivint soles), 65 parelles sense fills, 109 parelles amb fills i 24 famílies monoparentals amb fills.
La població ha evolucionat segons el següent gràfic:
Habitants censats

### Habitatges
El 2007 hi havia 322 habitatges, 260 eren l'habitatge principal de la família, 43 eren segones residències i 18 estaven desocupats. 315 eren cases i 3 eren apartaments. Dels 260 habitatges principals, 190 estaven ocupats pels seus propietaris, 69 estaven llogats i ocupats pels llogaters i 2 estaven cedits a títol gratuït; 21 tenien dues cambres, 50 en tenien tres, 71 en tenien quatre i 118 en tenien cinc o més. 182 habitatges disposaven pel capbaix d'una plaça de pàrquing. A 91 habitatges hi havia un automòbil i a 139 n'hi havia dos o més.

### Piràmide de població
La piràmide de població per edats i sexe el 2009 era:
| Homes | Edats   | Dones |
| ----- | ------- | ----- |
| 0     | 95 o +  | 0     |
| 0     | 90 a 94 | 0     |
| 4     | 85 a 89 | 0     |
| 8     | 80 a 84 | 0     |
| 12    | 75 a 79 | 32    |
| 12    | 70 a 74 | 12    |
| 8     | 65 a 69 | 8     |
| 12    | 60 a 64 | 16    |
| 4     | 55 a 59 | 0     |
| 24    | 50 a 54 | 12    |
| 12    | 45 a 49 | 24    |
| 36    | 40 a 44 | 4     |
| 12    | 35 a 39 | 32    |
| 20    | 30 a 34 | 28    |
| 20    | 25 a 29 | 24    |
| 16    | 20 a 24 | 24    |
| 24    | 15 a 19 | 12    |
| 16    | 10 a 14 | 24    |
| 16    | 5 a 9   | 20    |
| 8     | 0 a 4   | 12    |

## Economia
El 2007 la població en edat de treballar era de 404 persones, 319 eren actives i 85 eren inactives. De les 319 persones actives 293 estaven ocupades (151 homes i 142 dones) i 26 estaven aturades (10 homes i 16 dones). De les 85 persones inactives 34 estaven jubilades, 31 estaven estudiant i 20 estaven classificades com a «altres inactius».

### Ingressos
El 2009 a Villaines-sous-Lucé hi havia 263 unitats fiscals que integraven 692,5 persones, la mediana anual d'ingressos fiscals per persona era de 17.112 €.

### Activitats econòmiques
Dels 18 establiments que hi havia el 2007, 1 era d'una empresa de fabricació d'altres productes industrials, 9 d'empreses de construcció, 1 d'una empresa de comerç i reparació d'automòbils, 1 d'una empresa de transport, 1 d'una empresa d'hostatgeria i restauració, 1 d'una empresa immobiliària, 3 d'empreses de serveis i 1 d'una empresa classificada com a «altres activitats de serveis».
Dels 9 establiments de servei als particulars que hi havia el 2009, 1 era un taller de reparació d'automòbils i de material agrícola, 1 paleta, 3 fusteries, 2 lampisteries, 1 electricista i 1 restaurant.
L'únic establiment comercial que hi havia el 2009 era una botiga d'equipament de la llar.
L'any 2000 a Villaines-sous-Lucé hi havia 39 explotacions agrícoles que ocupaven un total de 1.750 hectàrees.

## Equipaments sanitaris i escolars
El 2009 hi havia una escola elemental.

## Poblacions més properes
El següent diagrama mostra les poblacions més properes.